# Ilm
Pour les articles homonymes, voir Ilm.

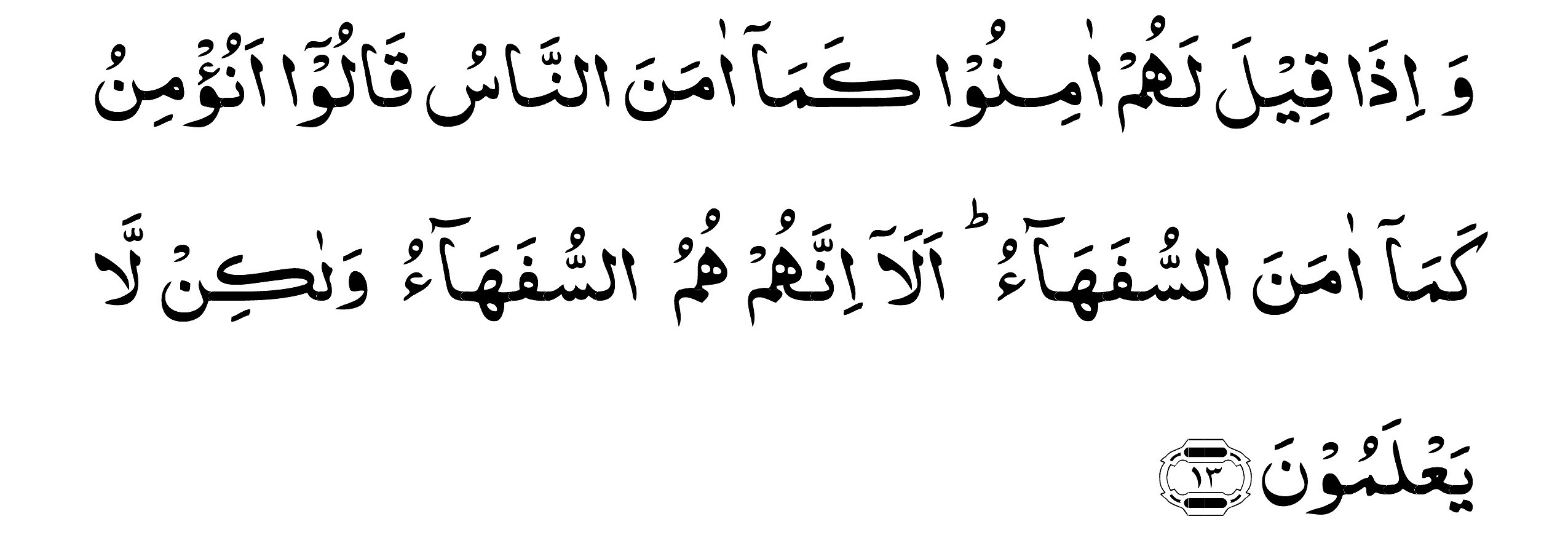
Verset 13 de la sourate Al-Baqara (La Vache), deuxième sourate du Coran.Traduction : Et quand on leur dit : "Croyez comme les gens ont cru", ils disent : "Croirons-nous comme ont cru les sots ?" Certes, ce sont eux les sots, mais ils ne le savent pas.

'Ilm (en arabe علم) signifie « savoir », « connaissance » ou « science ». Il provient du terme alima, "savoir" ou "connaître". D'autres termes, comme 'arafa ou faqiha sont, dans le Coran, presque synonyme.

## Dans le Coran
Le Coran enseigne que la science de Dieu est supérieure à celle des hommes et cette dernière provient de Dieu lui-même par grâce divine (Q:12;76 et Q:3;7, par exemple). Il nomme à plusieurs reprises les croyants : "hommes doués d'intelligence". Ainsi, une distinction est faite entre ceux qui ont la connaissance et ceux qui nient les signes. De même, la sourate 13 précise que, selon Chebel, "seul Dieu possède la science authentique, la matrice de toutes connaissance d'ici-bas".
En cela, le Coran, comme Révélation, tient une place particulière. La connaissance possède en effet, pour le Coran, une dimension prophétique, la science divine étant donnée de manière particulière aux prophètes. Le Coran associe la connaissance au cœur., "organe subtil et divin et non [...] organe physique". Ce rapport entre le cœur et la connaissance se retrouve dans le soufisme.

## Dans  la pensée musulmane
Néanmoins, le sens de ces termes va acquérir a posteriori une dimension technique absente du Coran. Ainsi, les penseurs vont définir Ilm comme "connaissance spontanée qui vient de Dieu et qui concerne la chose religieuse". Une distinction est alors faite avec ma'rifa qui concerne le domaine profane. D'autres distinctions sont aussi faites.
La pensée islamique a ainsi créé des théories de la connaissance, tant en théologie qu'en philosophie. "Mais les différents concepts de connaissance que les penseurs musulmans ont utilisés ne sont pas exactement ceux qu'utilise le Coran. D'ailleurs, il est légitime de se demander si un tel concept existe dans le Coran". Ainsi, au cours de l'histoire de la pensée musulmane, il va acquérir le sens de "science".
Cette science se divise en deux parties ; l'une est d'ordre spirituelle symbolisée par le lait comme l'indique un hadith rapporté par Bukhari, tandis que l'autre, profane, que Mahomet suggéra, selon un hadith, d'aller chercher même jusqu'en Chine.